# Golfe Strymonique
Le golfe Strymonique est une partie de la mer de Thrace (une partie elle-même de la mer Égée). Il se trouve entre les nomes de Chalcidique et de Serrès, en Macédoine-Centrale.
Il doit son nom au fleuve Strymon qui s’y jette.
C'est dans la cité antique de Stagire, située sur le golfe, que le philosophe Aristote a vu le jour.